# Anna Bernhard
Anna Bernhard, död 1634, var en tysk affärsidkare. 
Hon var gift med Adam Berg, som ägde det berömda boktryckeriet Druckerei Schobser i München. Hon övertog företaget vid makens död 1610. Hon var mor till Adam Berg der Jüngere, som övertog verksamheten vid hennes död. 